# 萬壽路 (桃園市)
萬壽路為台灣桃園市的重要幹道之一，東接新北市新莊區丹鳳，穿越龜山區迴龍、嶺頂山區及市區到桃園區，全長11公里，共分為一到三段。
一段前半段為台1線與台1甲線共線處，一段後半段單獨隸屬為台1甲線，二段起點到長壽路交岔處又為台1線與台1甲線共線處，二段後半段又單獨隸屬為台1甲線經過龜山市區，進入桃園區則為三段，終點在大同路口接重慶街。

## 沿線設施
- 一段
  - 桃園市立圖書館迴龍分館
  - 桃園市政府警察局龜山分局迴龍派出所
  - 桃園市立迴龍國民中小學
  - 龍華科技大學
  - 壽山巖公園
- 二段
  - 桃園市政府警察局龜山分局龜山派出所
  - 桃園市政府消防局龜山分隊
- 三段
  - 桃園市立田徑場
  - 桃園農工後門
  - 桃園學苑
  - 桃園車站萬壽路出口